# Фазовая манипуляция

Модулирующий сигнал, несущая и фазоманипулированный сигнал системы спутниковой навигации NAVSTAR GPS

Фа́зовая манипуля́ция (сокр. ФМн; англ. phase-shift keying, PSK) — один из видов фазовой модуляции, при которой фаза несущего колебания меняется скачкообразно в зависимости от информационного сообщения.

## Описание
Фазоманипулированный сигнал имеет следующий вид:
{\displaystyle s_{m}(t)=g(t)\cos[2\pi f_{c}t+\varphi _{m}(t)],}
где {\displaystyle g(t)} определяет огибающую сигнала; {\displaystyle \varphi _{m}(t)} является модулирующим сигналом. {\displaystyle \varphi _{m}(t)} может принимать {\displaystyle M} дискретных значений.
{\displaystyle f_{c}} — частота несущей; {\displaystyle t} — время.
Если {\displaystyle M=2}, то фазовая манипуляция называется двоичной фазовой манипуляцией (BPSK, B (Binary) — 1 бит на 1 смену фазы), если {\displaystyle M=4} — квадратурной фазовой манипуляцией (QPSK, Q (Quadro) — 2 бита на 1 смену фазы), {\displaystyle M=8} (8-PSK — 3 бита на 1 смену фазы) и т. д. Таким образом, количество бит {\displaystyle n}, передаваемых одним перескоком фазы, является степенью, в которую возводится двойка при определении числа фаз, требующихся для передачи {\displaystyle n}-порядкового двоичного числа.
Фазоманипулированный сигнал {\displaystyle s_{i}(t)} можно рассматривать как линейную комбинацию двух ортонормированных сигналов {\displaystyle y_{1}} и {\displaystyle y_{2}}:
{\displaystyle S_{m}(t)=S_{1}Y_{1}+S_{2}Y_{2},}
где {\displaystyle Y_{1}(t)={\sqrt {\frac {2}{E_{g}}}}S_{1}(t)\cos[2\pi f_{c}t],}
{\displaystyle Y_{2}(t)=-{\sqrt {\frac {2}{E_{g}}}}S_{2}(t)\sin[2\pi f_{c}t].}
Таким образом, сигнал {\displaystyle S_{m}(t)} можно считать двухмерным вектором с координатами {\displaystyle [S_{1}(m,\;M);\;\;S_{2}(m,\;M)].} Если значения {\displaystyle S_{1}(m,\;M)} отложить по горизонтальной оси, а значения {\displaystyle S_{2}(m,\;M)} — по вертикальной, то точки с координатами {\displaystyle S_{1}(m,\;M)} и {\displaystyle S_{2}(m,\;M)} будут образовывать пространственные диаграммы, показанные на рисунках.

Двоичная фазовая манипуляция (BPSK)
Квадратурная фазовая манипуляция (QPSK)
Восьмеричная фазовая манипуляция (8-PSK)

## Двухпозиционная фазовая манипуляция

Фазовое созвездие для двухпозиционной ФМн

Осциллограммы сигналов при двухпозиционной фазовой модуляции

Двухпозиционная фазовая манипуляция (англ. binary phase-shift keying, BPSK или 2-PSK) — самая простая форма фазовой манипуляции. Принцип работы двухпозиционной ФМн заключается в изменении фазы несущего колебания в одно из двух значений, нуль или {\displaystyle \pi } (180°). Двухпозиционную фазовую манипуляцию можно также рассматривать как частный случай квадратурной манипуляции (QAM-2).

### Когерентное детектирование

Вероятность ошибки на бит (BER) в зависимости от Eb/N0

Двухпозиционная фазовая манипуляция является самой помехоустойчивой из всех видов ФМн, то есть при её использовании вероятность ошибки при приёме данных наименьшая (сразу после кода Манчестер-2). Однако каждый символ несёт только 1 бит информации, что обуславливает наименьшую в этом методе модуляции скорость передачи информации.
Вероятность ошибки на бит (англ. bit error rate, BER) при бинарной ФМн в канале с аддитивным белым гауссовским шумом (АБГШ) может быть вычислена по формуле:
{\displaystyle P_{b}=Q\left({\sqrt {\frac {2E_{b}}{N_{0}}}}\right),}
где {\displaystyle Q(x)={\frac {1}{\sqrt {2\pi }}}\int \limits _{x}^{\infty }e^{-{\frac {t^{2}}{2}}}\,dt.}
Так как на 1 символ приходится 1 бит, то по этой же формуле вычисляется и вероятность ошибки на символ.
При наличии изменения фазы на произвольную величину, вносимого каналом связи, демодулятор не способен определить, какие точки созвездия соответствуют 1 и 0, поэтому зачастую данные дифференциально кодируются до модуляции.

### Некогерентное детектирование
В случае некогерентного детектирования используется дифференциальная двоичная фазовая манипуляция.

### Реализация
Двоичные данные часто передаются со следующими сигналами:
{\displaystyle s_{0}(t)={\sqrt {\frac {2E_{b}}{T_{b}}}}\cos(2\pi f_{c}t)} для двоичного «0»;
{\displaystyle s_{1}(t)={\sqrt {\frac {2E_{b}}{T_{b}}}}\cos(2\pi f_{c}t+\pi )=-{\sqrt {\frac {2E_{b}}{T_{b}}}}\cos(2\pi f_{c}t)} для двоичной «1»,
где {\displaystyle f_{c}} — частота несущего колебания.

## Квадратурная фазовая манипуляция

Фазовое созвездие для квадратурной ФМн

При квадратурной фазовой манипуляции (англ. quadrature phase-shift keying, QPSK или 4-PSK) используется созвездие из четырёх точек, размещённых на равных расстояниях на окружности. Используя 4 значения фазы, в QPSK на символ приходится два бита, как показано на рисунке. Анализ показывает, что скорость может быть увеличена в два раза относительно BPSK при той же полосе сигнала, либо позволяет оставить скорость прежней, но уменьшить полосу вдвое.
Хотя QPSK можно считать квадратурной манипуляцией (QAM-4), иногда её проще рассматривать в виде двух независимых модулированных несущих, сдвинутых на 90°. При таком подходе чётные (нечётные) биты используются для модуляции синфазной составляющей {\displaystyle I}, а нечётные (чётные) — квадратурной составляющей несущей {\displaystyle Q}. Так как BPSK используется для обеих составляющих несущей, то они могут быть демодулированы независимо.

### Когерентное детектирование
При когерентном детектировании вероятность ошибки на бит для QPSK такая же, как и для BPSK:
{\displaystyle P_{b}=Q\left({\sqrt {\frac {2E_{b}}{N_{0}}}}\right).}
Однако, так как в символе два бита, то значение символьной ошибки возрастает:
{\displaystyle P_{s}=1-(1-P_{b})^{2}=2Q\left({\sqrt {\frac {E_{s}}{N_{0}}}}\right)-Q^{2}\left({\sqrt {\frac {E_{s}}{N_{0}}}}\right).}
При высоком отношении сигнал/шум (это необходимо для реальных QPSK систем) вероятность символьной ошибки может быть оценена приблизительно по следующей формуле:
{\displaystyle P_{s}\approx 2Q\left({\sqrt {\frac {E_{s}}{N_{0}}}}\right).}

### Некогерентное детектирование
Как и при BPSK, существует проблема неопределённости начальной фазы в приёмнике. Поэтому при некогерентном детектировании QPSK с дифференциальным кодированием на практике используется чаще.
Отличие QPSK от первых видов модуляции (АМн, ЧМн) в том, что плотность передаваемой информации в расчёте на частотную ширину канала (на символ, на герц) выше единицы.
Например, в АМн плотность много меньше единицы (0,1—0,001 бит/Гц) — это связано с необходимостью накопления энергии в фильтрах в первых малочувствительных приёмниках. В ЧМн этот показатель приближается к единице (0,1—1) бит/символ (бит/Гц). Например, в GMSK, применяемом в GSM, плотность информации равняется 1.
Этот вид модуляции используется, например, в стандарте сотовой связи CDMA2000 1X EV-DO.

### π/4-QPSK
На рисунке изображены два отдельных созвездия, использующие кодирование Грея, которые повёрнуты на 45° относительно друг друга.
Обычно чётные и нечётные биты используются для определения точек соответствующего созвездия. Это приводит к уменьшению максимального скачка фазы с 180° до 135°.
С другой стороны, использование {\displaystyle \pi /4}-QPSK приводит к простой демодуляции и вследствие этого она используется в системах сотовой связи с временны́м разделением каналов.

## ФМн более высоких порядков

Фазовое созвездие для восьмеричной ФМн

ФМн с порядком больше 8 используют редко. Главным тормозящим фактором дальнейшего увеличения информационной емкости одной посылки сигнала является снижение помехозащищенности сигнала. Если модуль фазового расстояния между соседними символами уменьшается, то ошибка может быть порождена менее мощной помехой.

## Дифференциальная ФМн
При реализации PSK может возникнуть проблема поворота созвездия на некоторый угол, например, при непрерывной передаче без синхронизации. Для решения этой проблемы может быть использовано кодирование, основанное не на значении фазы, а на величине её изменения.
В частности, для DBPSK фаза изменяется на 180° для передачи «1» и остается неизменной для передачи «0».